# جاك بيدين
جاك بيدين (بالإنجليزية: Jack Peden)‏ (12 يوليو 1863 في المملكة المتحدة - 15 سبتمبر 1944 في المملكة المتحدة) هو لاعب كرة قدم بريطاني في مركز الهجوم. شارك مع منتخب أيرلندا لكرة القدم. أما مع النوادي، فقد لعب مع شيفيلد يونايتد وليسبورن ديستليري ومانشستر يونايتد ونادي لينفيلد.

## وصلات خارجية
- جاك بيدين على موقع قاعدة بيانات كرة القدم.إي يو (الإنجليزية)
- جاك بيدين على موقع ناشيونال فوتبول تيمز (الإنجليزية)